# 尤利安·潘克維奇

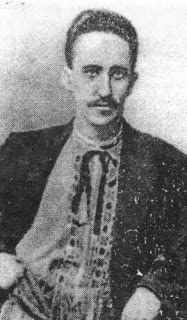
尤利安·潘克维奇（1900年以前）

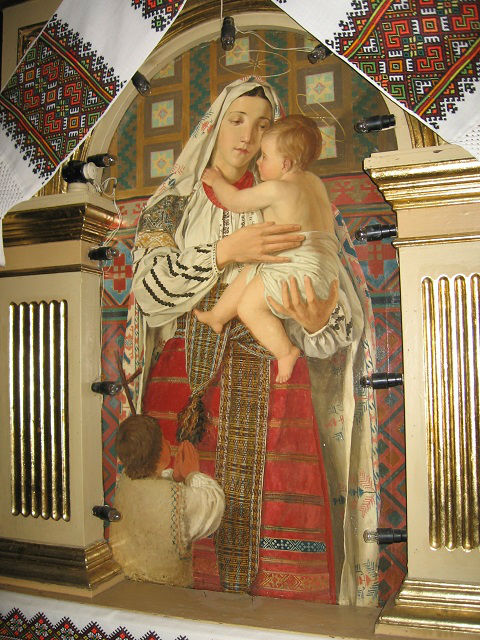
博爾希夫的圣先知以利亚教堂的圣母像

尤利安·雅科维奇·潘克维奇（羅馬化：Yuliian Yakovych Pankevych；1863年7月4日—1933年夏天），乌克兰画家、作家和活动家。有時候使用笔名淳朴农民（大概意思；）。他经常为孩子们免费上美术课。他还是一位才华横溢的小提琴手和歌手，并在小村庄组织合唱团。在烏克蘭大饑荒期間病逝或餓死。